# Alajuela (miasto)

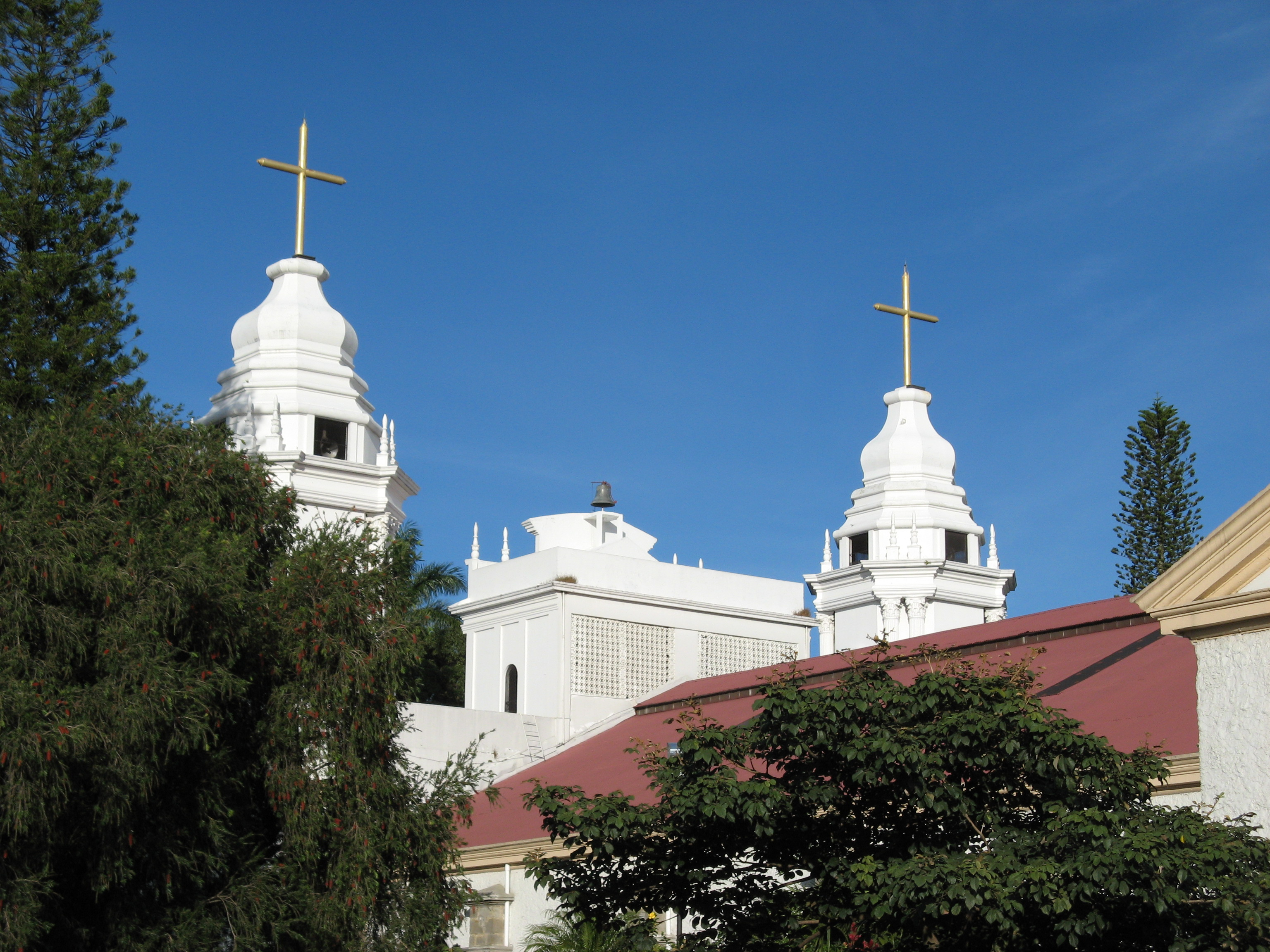
Katedra w Alajuela

Alajuela – miasto w środkowej Kostaryce, położone 23 km na zachód od stolicy kraju San José. Współrzędne geograficzne: 10°00′59″N 84°13′17″W/10,016389 -84,221389. Ośrodek administracyjny prowincji Alajuela. Ludność: 42,3 tys. (2000).
Miasto, położone u stóp wulkanu Poás (2704 m n.p.m.), zostało założone w 1782. W 1823 miasto stanęło wraz z mieszkańcami San José po stronie republikanów opowiadających się za niepodległością kraju. W Alajueli urodził się kostarykański bohater narodowy Juan Santamaría, który wsławił się w 1856 heroiczną w walką przeciwko Williamowi Walkerowi amerykańskiemu żołnierzowi, który próbował podbić Amerykę Środkową. W Alajueli wystawiono pomnik na jego cześć oraz otwarto muzeum poświęcone jego pamięci.
Do ciekawych miejsc w Alajueli należą katedra, która posiada dużą kopułę oraz targ miejski, gdzie można zaopatrzyć się w specjały kuchni kostarykańskiej. Miasto posiada też interesujący park miejski z licznymi drzewami mango, ogród zoologiczny oraz farmę motyli.
Alajuela stanowi ważny ośrodek handlu, zwłaszcza dwóch podstawowych produktów kostarykańskich: kawy i cukru. W Alajueli znajduje się główny międzynarodowy port lotniczy Kostaryki Aeropuerto Juan Santamaría. W pobliżu miasta przebiega Droga Panamerykańska.

## Współpraca
- San Bartolomé de Tirajana, Hiszpania
- Lahr/Schwarzwald, Niemcy
- Montegrotto Terme, Włochy
- Bordano, Włochy
- Downey, Stany Zjednoczone
- Dothan, Stany Zjednoczone
- Prefektura Ibaraki, Japonia
- Hangzhou, Chińska Republika Ludowa